# Kivio
Kivio es una aplicación informática para generar diagramas y organigramas, incluida dentro de la suite ofimática para KDE KOffice. Tiene una interfaz de usuario similar a Microsoft Visio y está completamente integrada a KOffice, pudiéndose por ejemplo utilizarse embebida en KWord.

## Características
- Permite la creación de stencils por medio de scripts en Python.
- Permite el uso de los stencils de Dia.
- Plugins para el framework permiten agregar más funcionalidades.